# Forteresse de Maastricht
La forteresse de Maastricht fait références aux différentes fortifications de la ville néerlandaise de Maastricht, dans la province de Limbourg. 

## Historique
Elles furent construites à partir de l'époque romaine jusqu'à après 1867 (date à laquelle son statut de forteresse a été supprimé). Les fortifications évoluèrent au fil des siècles, des bâtisseurs  et des technologies mais on peut distinguer quatre périodes de construction : les fortifications romano-celtiques, les fortifications du haut Moyen-Âge, les remparts médiévaux et les ouvrages extérieurs du XVIe au XIXe siècle. 
Pendant des siècles, la ville fortifiée de Maastricht a été connue comme la « forteresse des Pays-Bas », un poste avancé des Provinces Unies.